# Do You Know
「Do You Know」（ドゥ・ユー・ノウ）は、作詞：湯川れい子、作曲：小田啓義による楽曲。1966年8月、フランツ・フリーデルのシングルとして日本コロムビアのCBSレーベルより発売。規格品番はLL-10003-JC。後に尾崎紀世彦、西城秀樹、宇崎竜童らによってカバーされている。

## フランツ・フリーデルのシングル
1960年代前半に「電話でキッス」などをカバーヒットさせたポップス歌手フランツ・フリーデルのために、湯川れい子が全編英語詞で書き下ろした。

### 収録曲
1966年盤 - 発売元：CBS/日本コロムビア
1. ドゥ・ユー・ノウ
作詞：湯川れい子／作曲・編曲：小田啓義
2. マリナによせて
作曲・編曲：小田啓義

1973年・再録音盤 - 発売元：Fairy Records
1. ドゥ・ユー・ノウ　Do You Know
作詞：湯川れい子／作曲・編曲：小田啓義
2. SEVEN NIGHTS　マリナによせて
作詞：湯川れい子／作曲：小田啓義

## 尾崎紀世彦版「ドゥー・ユー・ノウ」
尾崎紀世彦は1971年のアルバム『尾崎紀世彦アルバムNo.4』で、全編英語詞のままカバーした。オリコンチャート4位。
1976年11月5日、日本フォノグラムから移籍後に両A面としてリカットされ、20枚目のシングルとして発売。規格品番FX-2021。「雪が降る」は1971年のアルバム『尾崎紀世彦セカンド・アルバム』から、同年のリカット（c/w「あなたのすべてを」）に続き、2度目のシングル発売となる。

### 収録曲
1. 雪が降る
作詞・作曲：S.Adamo／訳詞：安井かずみ／編曲：利根常昭
2. ドゥー・ユー・ノウ
作詞：湯川れい子／作曲：小田啓義／編曲：川口真

### 収録アルバム
オリジナル・アルバム
- 『尾崎紀世彦アルバムNo.4』 (#04) 1971年

ベスト・アルバム
- 『BEST APPLAUSE KIYOHIKO OZAKI』 (disc1 #04) 1973年
- 『尾崎紀世彦 NEW BEST』 (#15) 1993年
- 『-SPECIAL BOX- 尾崎紀世彦の世界』 (disc3 #21)2007年

コンピレーション・アルバム
- 『音楽を愛して、音楽に愛されて 湯川れい子 作詞コレクション』 (disc1 #02) 2016年 [3]

## 西城秀樹版「Do You Know」
西城秀樹の47枚目のシングルである。1984年1月25日にRCAから発売された。

### 解説
- サビの部分を除き、詞のほとんどが英語で書かれている[6]。カバー曲のシングルは「YOUNG MAN (Y.M.C.A.)」、「愛の園 (AI NO SONO)」、「眠れぬ夜」、「ナイトゲーム」に続いて5作目である。
- 「ジャガー」（1976年）、「炎」（1978年）に続いて、この楽曲で3度目となる第13回東京音楽祭ゴールデン・カナリー賞を受賞、同世界大会で初の銀賞を受賞した[4]。
- オリコンでは最高位30位（100位内8週）、4.3万枚のセールスだった[5]。

### 収録曲
（全編曲：大谷和夫）
1. Do You Know
作詞：湯川れい子／作曲：小田啓義
2. Winter Blue
作詞：森田由美／作曲：西城秀樹

## その他にカバーした歌手
- 宇崎竜童 - 『Sweet Soul Ballad』に収録、1998年
- ジャニスなかそね - シングル